# Tivela planulata
Tivela planulata is een tweekleppigensoort uit de familie van de Veneridae. De wetenschappelijke naam van de soort is voor het eerst geldig gepubliceerd in 1830 door Broderip & G.B. Sowerby I.